# Lachanodes arborea
Lachanodes arborea é uma pequena árvore da família Asteraceae. Ela está em perigo, e é endémica da ilha de Santa Helena, no Oceano Atlântico Sul.